# Хабанера (ария)
«Хабане́ра» — популярное название арии L'amour est un oiseau rebelle (Любовь — мятежная птица) из оперы «Кармен» Жоржа Бизе. Это выходная ария главной героини, исполняется меццо-сопрано или сопрано, в пятой сцене первого акта. Вокальный диапазон от D4 до F♯5 с тесситурой от D4 до D5.
Мелодия этой арии была заимствована из хабанеры El Arreglito, которую написал испанский композитор Себастьян Ирадьер. Бизе считал, что это народная композиция, но когда ему стало известно, что это музыка написанная композитором, который умер всего лишь десять лет назад, он добавил примечание к вокальной партии Кармен, где и указал источник. Тема основана на нисходящей хроматической гамме с последующими вариациями той же самой фразы сначала в миноре, а затем в мажорном ключе, соответствуя превратностям любви, происходящим в тексте.

## Текст

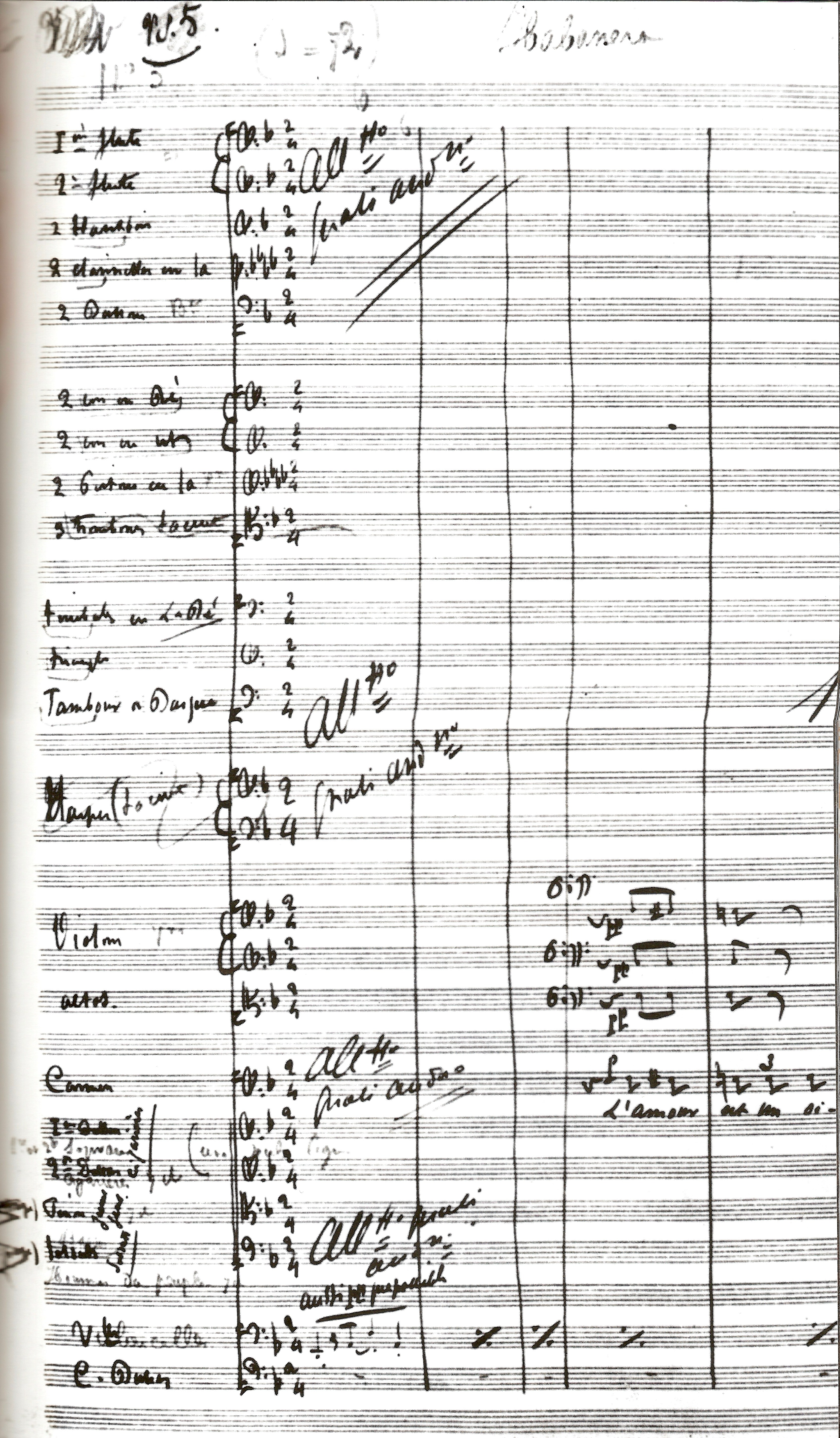
Страница из рукописи Жоржа Бизе

Текст песни указанный в скобках исполняется хором.
| [разговорное вступление] Quand je vous aimerai? Ma foi, je ne sais pas, Peut-être jamais, peut-être demain. Mais pas aujourd'hui, c'est certain! [песня] L'amour est un oiseau rebelle Que nul ne peut apprivoiser, Et c'est bien en vain qu'on l'appelle, S'il lui convient de refuser. Rien n'y fait, menace ou prière; L'un parle bien, l'autre se tait, Et c'est l'autre que je préfère; Il n'a rien dit mais il me plaît. (L'amour est un oiseau rebelle) L'amour... (Que nul ne peut apprivoiser,) L'amour... (Et c'est bien en vain qu'on l'appelle,) L'amour... (S'il lui convient de refuser.) L'amour... L'amour est l'enfant de bohême, Il n'a jamais, jamais connu de loi; Si tu ne m'aimes pas, je t'aime; Si je t'aime, prends garde à toi! (Prends garde à toi!) Si tu ne m'aimes pas, Si tu ne m'aimes pas, je t'aime; (Prends garde à toi!) Mais si je t'aime, si je t'aime; Prends garde à toi! (L'amour est l'enfant de bohême,) (Il n'a jamais, jamais connu de loi;) (Si tu ne m'aimes pas, je t'aime;) (Si je t'aime, prends garde à toi!) (Prends garde à toi!) Si tu ne m'aimes pas, Si tu ne m'aimes pas, je t'aime; (Prends garde à toi!) Mais si je t'aime, si je t'aime; Prends garde à toi! (Prends garde à toi!) L'oiseau que tu croyais surprendre Battit de l'aile et s'envola. L'amour est loin, tu peux l'attendre; Tu ne l'attends plus, il est là. Tout autour de toi, vite, vite, Il vient, s'en va, puis il revient. Tu crois le tenir, il t'évite, Tu crois l'éviter, il te tient! (Tout autour de toi, vite,) L'amour (Il vient, s'en va, puis il revient.) L'amour (Tu crois le tenir, il t'évite,) L'amour (Tu crois l'éviter, il te tient!) L'amour L'amour est l'enfant de bohême, Il n'a jamais, jamais connu de loi; Si tu ne m'aimes pas, je t'aime; Si je t'aime, prends garde à toi! (Prends garde à toi!) Si tu ne m'aimes pas, Si tu ne m'aimes pas, je t'aime (Prends garde à toi!) Mais si je t'aime, si je t'aime Prends garde à toi! (L'amour est l'enfant de bohême,) (Il n'a jamais, jamais connu de loi;) (Si tu ne m'aimes pas, je t'aime;) (Si je t'aime, prends garde à toi!) (Prends garde à toi!) Si tu ne m'aimes pas, Si tu ne m'aimes pas, je t'aime (Prends garde à toi!) Mais si je t'aime, si je t'aime Prends garde à toi! (Prends garde à toi!) | Когда вас полюблю? Пожалуй, я сама не знаю… Возможно никогда, возможно завтра; но не сегодня, это уж точно. Любовь — строптивая птица, которую никто не может приручить, и совершенно бесполезно звать её, коль ей угодно отказать! Ничто не подействует, ни угроза, ни мольба; Один красиво говорит, другой молчит - предпочитаю я второго хоть ничего он не сказал, но он мне люб. (Любовь — строптивая птица,) Любовь… (которую никто не может приручить,) Любовь… (и совершенно бесполезно звать её) Любовь… (коль ей угодно отказать!) Любовь… Любовь — цыганское дитя, не знала никогда она законов; коль ты меня не любишь, так я люблю тебя; а если я люблю тебя, поберегись! (Поберегись!) Коль ты меня не любишь, коль ты меня не любишь, так я люблю тебя! (Поберегись!) А если я люблю тебя, уж если я люблю тебя, поберегись! (Любовь — цыганское дитя,) (не знала никогда она законов;) (коль ты меня не любишь, так я люблю тебя) (а если я люблю тебя, поберегись!) (Поберегись!) Коль ты меня не любишь, коль ты меня не любишь, так я люблю тебя; (Поберегись!) А если я люблю тебя, уж если я люблю тебя, поберегись! (Поберегись!) Та птичка, которую, казалось, ты настиг, крылом взмахнула и упорхнула - любовь уж далеко, ты можешь ждать её; Не ждёшь её ты больше — и вот она! Проворно, шустро вокруг тебя порхает, отлетает, вновь возвращается, думаешь, что её схватил — она ускользает, думаешь, что скрылся от неё — и ты в её власти! (Она проворно, шустро вокруг тебя) Любовь… (порхает, отлетает, вновь возвращается;) Любовь… (думаешь, что её схватил — она ускользает,) Любовь… (думаешь, что скрылся от неё — и ты в её власти!) Любовь… Любовь — цыганское дитя, не знала никогда она законов; коль ты меня не любишь, так я люблю тебя; а если я люблю тебя, поберегись! (Поберегись!) Коль ты меня не любишь, коль ты меня не любишь, так я люблю тебя! (Поберегись!) А если я люблю тебя, уж если я люблю тебя, поберегись! (Любовь — цыганское дитя,) (не знала никогда она законов;) (коль ты меня не любишь, так я люблю тебя) (а если я люблю тебя, поберегись!) (Поберегись!) Коль ты меня не любишь, коль ты меня не любишь, так я люблю тебя; (Поберегись!) А если я люблю тебя, уж если я люблю тебя, поберегись! (Поберегись!) |